# HK 69A1

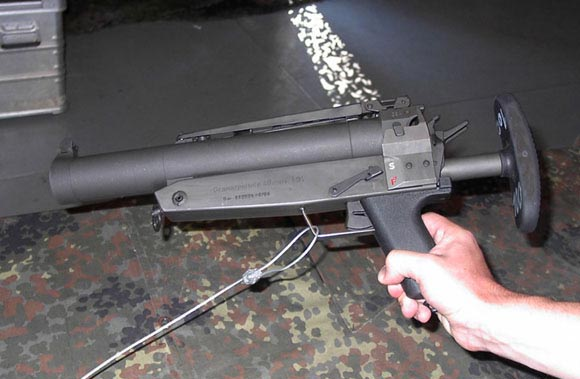
HK 69A1 allemand.

Le HK 69A1 est un lance-grenades moderne à un seul coup, en quelque sorte l'équivalent allemand du M79 américain en plus petit, mais qui peut s'élargir grâce à une crosse télescopique, et entièrement métallique d'apparence. Il fonctionne de la même façon que le M79, notamment lors de la recharge de l'arme, qui s'effectue en basculant le canon, puis en insérant une grenade de 40 mm, et, bien entendu, en fermant l'arme. 

## Historique
Fabriqué par Heckler & Koch à partir de 1964, il était initialement conçu pour être monté sur le fusil G3A3, mais finira par devenir une arme individuelle comme l'est le Milkor MGL, le China Lake, et le M79, entre autres. Comme pour les autres armes à feu d'Heckler & Koch, il sera importé dans certains pays,.

## Variantes
Ce lance-grenade conçu et fabriqué à Oberndorf am Neckar se décline en :
- HK 69 : Version de base
- HK 69A1 : Version standard produite depuis
- HK 79 : Version sans crosse se montant sur le fusil HK G3.
- HK 79 A1 : Version du HK 79 se montant sur le fusils HK 33 et HK G41.

## Diffusion
Le LG allemand équipe les unités d'intervention policière et les forces spéciales des pays suivants:  Allemagne, Arabie Saoudite, Argentine, Autriche,Belgique (CGSU,Canada, Croatie, Etats-unis d'Amérique,  Finlande, France (GIGN), Italie, Luxembourg (USP); Nicaragua, Norvège, Nouvelle-Zélande, Panama, Pays-Bas, Sri Lanka et Turquie.

## Culture populaire
Dans les médias, le HK69 apparaît et peut être utilisé dans des jeux vidéo :
- Kane and Lynch: Dead Men
- Grand Theft Auto IV: The Lost and Damned
- Grand Theft Auto: The Ballad of Gay Tony
- Urban Terror.

Il est aussi visible dans quelques films dont :
- Dobermann aux mains de Nat la Gitane (Monica Bellucci
- Ronin armant Max (Robert De Niro)
- Miami Vice : Deux flics à Miami dans les mains de Ricardo Tubbs (Jamie Foxx)

C'est aussi l'arme des criminels et des espions dans Opération Corned-Beef, Yamakasi et Johnny English, le retour.